# Majiko
 (mars 2024).
 (mars 2024).
La mise en forme du texte ne suit pas les recommandations de Wikipédia : il faut le « wikifier ».
Les points d'amélioration suivants sont les cas les plus fréquents. Le détail des points à revoir est peut-être précisé sur la page de discussion.
- Les titres sont pré-formatés par le logiciel. Ils ne sont ni en capitales, ni en gras.
- Le texte ne doit pas être écrit en capitales (les noms de famille non plus), ni en gras, ni en italique, ni en « petit »…
- Le gras n'est utilisé que pour surligner le titre de l'article dans l'introduction, une seule fois.
- L'italique est rarement utilisé : mots en langue étrangère, titres d'œuvres, noms de bateaux, etc.
- Les citations ne sont pas en italique mais en corps de texte normal. Elles sont entourées par des guillemets français : « et ».
- Les listes à puces sont à éviter, des paragraphes rédigés étant largement préférés. Les tableaux sont à réserver à la présentation de données structurées (résultats, etc.).
- Les appels de note de bas de page (petits chiffres en exposant, introduits par l'outil «  Source ») sont à placer entre la fin de phrase et le point final[comme ça].
- Les liens internes (vers d'autres articles de Wikipédia) sont à choisir avec parcimonie. Créez des liens vers des articles approfondissant le sujet. Les termes génériques sans rapport avec le sujet sont à éviter, ainsi que les répétitions de liens vers un même terme.
- Les liens externes sont à placer uniquement dans une section « Liens externes », à la fin de l'article. Ces liens sont à choisir avec parcimonie suivant les règles définies. Si un lien sert de source à l'article, son insertion dans le texte est à faire par les notes de bas de page.
- La présentation des références doit suivre les conventions bibliographiques. Il est recommandé d'utiliser les modèles {{Ouvrage}}, {{Chapitre}}, {{Article}}, {{Lien web}} et/ou {{Bibliographie}}. Le mode d'édition visuel peut mettre en forme automatiquement les références.
- Insérer une infobox (cadre d'informations à droite) n'est pas obligatoire pour parachever la mise en page.

Pour une aide détaillée, merci de consulter Aide:Wikification.
Si vous pensez que ces points ont été résolus, vous pouvez retirer ce bandeau et améliorer la mise en forme d'un autre article.
majiko (まじ娘、まじこ), née le 28 octobre 1992 à Tokyo, est une autrice-compositrice-interprète japonaise, mais aussi une illustratrice, connue pour ses chansons et ses vêtements.

## Biographie

### Jeunesse
majiko naît le 28 octobre 1992 à Tokyo, au Japon. Née d'une mère chanteuse et professeure de chant, elle grandit dans un environnement où le rock, la soul, le jazz, et parfois même la musique folk, se mêlent.
Au lycée, majiko joue de la batterie dans des groupes scolaires. À la fin de ses études secondaires, elle décide de se lancer en solo comme chanteuse. Elle publie sa première chanson sur Niconico en juin 2010, sous le pseudonyme de Maji Musume (まじ娘). C'est après le début de sa carrière professionnelle qu'elle prendra son nom de scène actuel.

### Carrière musicale
En décembre 2013, la chanteuse fait ses débuts sur scène lors d'un événement live de l'Exit Tunes Academy. En 2014, elle participe à l'enregistrement et au vidéoclip de The Momento de Toshio Kadomatsu, puis à la tournée Performance 2014.
Le 22 décembre 2014, l'artiste publie le clip d'Amadeus, sa première chanson originale, écrite par Atsushi Horie (Straightener) et arrangée par mikito (ja). Son premier album, Contrast, sort le 1er avril 2015 chez Exit Tunes. Pour fêter sa sortie, le 13 juin de la même année, majiko se produit au Tokyo Kinema Club, accompagnée d'Atsushi Horie et mikito. Le 18 novembre suivant est publié le premier EP de la chanteuse : Mirror.
Le 31 janvier 2016, majiko donne son premier concert en solo au Shinsaibashi Music Club JANUS d'Osaka. Le 6 février, elle se reproduit au LIQUIDROOM, à Tokyo. Juste après, un accident domestique l'éloigne temporairement de la scène. Elle donne son concert suivant le 8 décembre, et c'est à ce moment que son nom de scène change de Maji Musume à majiko.
Le 1er septembre 2017, la chanteuse participe à l'album hommage PAUSE〜STRAIGHTENER Tribute Album〜 en interprétant Fuyu no taiyō (冬の太陽). Son quatrième concert en solo, "Decembre", a lieu le 6 décembre, un an après le précédent, au Shibuya WWW X. Elle y annonce son départ d'Exit Tunes pour passer chez Universal Music, ainsi que la sortie de son prochain album, AUBE, le 7 mars suivant.
Le 19 janvier 2018, majiko prête sa voix à un film promotionnel de jeux de PlayStation 4, aux côtés de (環ROY) et (鎮座DOPENESS), sur une musique produite et interpretée par H ZETTRIO". Le 5 mars, elle fait sa première apparition à la télévision en interprétant son titre Voice (声) sur Premier MelodiX! (プレミアMelodiX!) sur TV Tokyo.
Deux jours plus tard, son album AUBE est publié, accompagné d'une tournée de lancement de 3 mois s'étalant sur Tokyo, Nagoya et Osaka. majiko participe aussi à la performance live Yūkei Rampage (有形ランペイジ) en avril 2018, puis au ARABAKI ROCK FEST. 2018 (ja) en tant qu'invitée pour chanter Fuyu no Taiyō auprès du groupe Straightener. En novembre, son cinquième one-man live, au Shibuya WWW, fait salle comble.
Le deuxième EP de la chanteuse, COLOR, apparaît le 23 janvier 2019. Il contient notamment 狂おしいほど僕には美しい, thème de fin de l'émission The God Tongue de TV Tokyo, composé et produit par Micheal Kaneko, et Scratch the world en collaboration avec Gagle (ja). Le même jour, Egao no kanata (エガオノカナタ), générique d'ouverture de l'anime The Price of Smiles (エガオノダイカ) (en), est publié en single, collaboration entre Chiho (ja) et majiko. Trois jours plus tard, la sortie de l'EP est célébrée par l'évènement new EP ”COLOR” Release Party ~Come on, LIVE or Regret~, à Umeda Zeela, Nagoya ell FITS ALL, et au Tokyo Kinema Club.
En mars, majiko apparaît en tant qu'invité secret dans ROCKIN' QUARTET vol.3～ホリエアツシ(ストレイテナー)＆NAOTO QUARTET～, à Tokyo, Nagoya et Osaka. Elle apparaît dans l'EP Encounter no midnight (邂逅ノ午前零時) de CIVILIAN avec le titre éponyme.
Le 17 avril 2019, la chanteuse publie 'Haru, koizakura (春、恋桜), dont elle est aussi l'autrice, compositrice et illustratrice du clip. En juin, elle est chargée du générique de fin WISH pour l'anime  7 Seeds sur Netflix.

### Succès international
En octobre 2019, majiko sort son troisième album : Sabishii hito ga ichiban erainda (寂しい人が一番偉いんだ), suivi d'une tournée à Shibuya, Nagoya, Osaka, puis dans huit différents endroits au Japon. En octobre, elle organise sa première tournée solo en Chine, continuation de la précédente. Elle se produit à Shanghai, Pékin et Canton. Le 11 décembre 2019, majiko publie Grimm (グリム), thème de fin de janvier de l'émission CDTV sur la chaîne TBS. Elle se produit ensuite à Shibuya puis pour la première fois à Taïwan, avec un concert à Taipei.
Le 4 mars 2020, majiko publie son troisième EP, MAJIGEN. Suivent deux singles en édition limitée, Ichiō watashi mo naita (一応私も泣いた) le 24 juin puis Angel number (エンジェルナンバー) le 9 octobre. Le 18 novembre paraît son single Sekai ichi shiawase na hitoribocchi (世界一幸せなひとりぼっち), suivi de l'album complet du même nom, son quatrième, le 2 décembre. Le 21, elle termine l'année par un concert solo au Toyosu PIT.
En 2021, majiko sort deux singles, Shiroi semi (白い蝉) le 18 août puis FANTASY le 17 décembre. En 2022 suivent Gōka no Étoile (劫火のエトワール), le 13 avril, puis Kōsaten (交差点), le 29 juin. Son premier concert solo depuis 2020, Ai wakaru (愛わかる), a lieu le 3 juillet 2022 au Garden Hall de Shibuya.
Le cinquième album de la chanteuse, Ai amu (愛編む), paraît le 16 novembre 2022, précédé par la sortie en single de son premier titre, Princess. Il est suivi d'une tournée promotionnelle à partir d'avril 2023. En octobre, elle effectue sa première tournée en Chine depuis 4 ans, avec des dates à Hangzhou, Shenzhen, Shanghai, Pékin et Canton, ainsi qu'un concert à Taipei le 19 novembre.